# SING女团
SING女團（全名：Super Impassioned Net Generation，又名S.I.N.G，中文名为繁星少女組）是酷狗音樂於2015年推出的女子音樂組合。現由許詩茵、宗思雨、林悠悠、馬嬌、伊萬與扇寶共六位成員組成。

## 概要
2015年8月10日以《青春的告白》一曲出道，初始成員有蔡莎、王文潔、林津伊、陳溫柔、秦瑜、邊麗、林慧、龔天穎、蔣申、賴美雲共10人，隨後蔡莎、王文潔、陳溫柔、邊麗、龔天穎等5人接連個人因素而暂停活動，之後在2016年中加入了許詩茵、陳麗、吳瑤3名新成員。2017年9月，SING女團發表了首張電子國風單曲《寄明月》，爾後也重新奠定了SING女團的風格方向。同年12月，聖誕公演完結後，林津伊因為心臟出狀況，宣布將長時間休養。2018年初，原成員邊麗再次回歸開始参加組合活動。同年3月，林津伊宣布因為身體無法負荷劇烈運動，將退出SING女團。同年4月，成員賴美雲、蔣申、許詩茵參加由騰訊視頻製作的「創造101」，而成員賴美雲最終以第6名的成績加入限定女團「火箭少女101」，因合約關係賴美雲兩年內將不會參與SING女团組合活動。2020年6月，火箭少女101解散後，雖未正式公告退出SING女團，但也無再參與組合活動。2020年9月的五周年線上見面會中宣布加入鐘穎、林嘉慧、馬雪嬌共3名新成員。2020年12月26日，邊麗、陳麗於《聽見繁星》唱享會中宣布畢業。2021年5月，SING女團舉辦「2021屆優秀畢業生畢業公演」，成員秦瑜、林慧、蔣申、吳瑤4人宣布從SING女團畢業。同月，官方宣布加入新成員尹萬蕊，現今以五人型式活動。官方粉絲名為「滿天星」。

## 經歷

### 出道前

#### 2014年
9月16日，瓷肌•星梦想SING女团偶像大赛正式報名開始，此大賽是酷狗音乐与酷狗繁星网举办的O2O概念选秀大赛，只要年滿15至20歲即可報名參加，也開拓了4大賽區，分別為線下賽的廣州、瀋陽、成都三個賽區及線上賽的繁星全國賽區，賽制為海選賽、半決賽及決賽，海選賽為眾多報名人之篩選50人進入半決賽，而半決賽則是篩選10人進入決賽，最後決賽再篩選5人，四大賽區共篩選最後20名作為SING女團的培訓團員。
10月18日、19日，廣州賽區海選賽於「广州时尚天河负一层中心广场」舉行，為期兩天，選拔規則為参赛选手需提前准备音乐类的才艺，如唱歌、弹唱、舞蹈等，比赛现场参赛选手进入户外直播间进行1分钟的才艺表演，而裁判組由三位评委组成，评选方式为三票制（评委每人一票），得到评委的三票“绿牌”直接晋级下一轮；得到评委的两票“绿牌”进入待定名额；得到评委的两票或以上“红牌”淘汰出局。
10月21日、22日，繁星全國賽區海選賽於「酷狗直播线上比赛直播间」舉行，為期兩天。
10月25日、26日，瀋陽賽區海選賽於「沈阳新世界百货中华路店户外广场」舉行，為期兩天。
11月1日、2日，成都賽區海選賽於「成都青羊区天府广场负一层今站购物中心」舉行，為期兩天。同日，進行廣州賽區半決賽，各賽區半決賽分為兩階段，第一階段為人气投票阶段，於选手线上直播间進行人氣投票，人氣投票佔半決賽票數的20%，第二階段為评委点评阶段，於指定的時間舉行半決賽，由評委給予點評與分數，評委分數佔半決賽票數的80%，人氣投票與評委分數加總後，最高的10位晉級至賽區決賽，而廣州賽區人氣投票時間為11月1日至11月6日，瀋陽賽區為11月6日至11月11日，成都賽區為11月9日至11月14日，繁星全國賽區為11月12日至11月17日。
11月7日，廣州賽區半決賽評委點評階段於「华南理工大学大学城校区-音乐厅」舉行，且在「酷狗直播」同步轉播。
11月12日，瀋陽賽區半決賽評委點評階段於「沈阳师范大学-星海音乐厅」舉行且在「酷狗直播」同步轉播。
11月15日，成都賽區半決賽評委點評階段於「成都东郊记忆艺术园-MINI LIVE音乐现场」舉行且在「酷狗直播」同步轉播。
11月16日，廣州賽區決賽於今日開始，跟半決賽的模式一樣，分為人氣投票與評委分數，其比例也是20%和80%，而廣州賽區人氣投票時間為11月16日至11月21日，瀋陽賽區為11月23日至11月29日，成都賽區為11月30日至12月6日，繁星全國賽區為12月7日至12月13日。
11月18日，繁星全國賽區半決賽評委點評階段於「酷狗直播线上比赛直播间」舉行。各賽區半決賽進入決賽的人員名單如下：
| 半決賽晉級決賽名單 |          |          |          |          |          |          |              |              |
| 項次(無關名次順序) | 廣州賽區 | 廣州賽區 | 瀋陽賽區 | 瀋陽賽區 | 成都賽區 | 成都賽區 | 繁星全國賽區 | 繁星全國賽區 |
| 項次(無關名次順序) | 姓名     | 姓名     | 姓名     | 姓名     | 姓名     | 姓名     | 姓名         | 姓名         |
| 1                  | 蔡純娟   | 蔡純娟   | 劉美言   | 劉美言   | 蔡莎     | 蔡莎     | 王琪         | 王琪         |
| 2                  | 張詠嫻   | 張詠嫻   | 王文潔   | 王文潔   | 韓璐     | 韓璐     | 李曉冰       | 李曉冰       |
| 3                  | 徐婷婷   | 徐婷婷   | 羅玲     | 羅玲     | 邊麗     | 邊麗     | 周妍君       | 周妍君       |
| 4                  | 肖麗詩   | 肖麗詩   | 李一娜   | 李一娜   | 馮子珈   | 馮子珈   | 劉欣         | 劉欣         |
| 5                  | 李盼     | 李盼     | 李素雅   | 李素雅   | 賈清媛   | 賈清媛   | 王文君       | 王文君       |
| 6                  | 羅小妹   | 羅小妹   | 鐘琪     | 鐘琪     | 謝思敏   | 謝思敏   | 趙希         | 趙希         |
| 7                  | 許妙微   | 許妙微   | 倪嘉寶   | 倪嘉寶   | 周靜     | 周靜     | 王曉佳       | 王曉佳       |
| 8                  | 李倩     | 李倩     | 魏天慈   | 魏天慈   | 戴鑫     | 戴鑫     | 楊蕊嘉       | 楊蕊嘉       |
| 9                  | 陳銳     | 陳銳     | 岳帥     | 岳帥     | 武旻琪   | 武旻琪   | 王婧         | 王婧         |
| 10                 | 利莉施   | 利莉施   | 石雲汐   | 石雲汐   | 胡琬玥   | 胡琬玥   | 盧曉敏       | 盧曉敏       |

11月22日，廣州賽區決賽評委點評階段於「广州中医药大学大学城校区-大会堂」舉行，且在「酷狗直播」同步轉播。
11月29日，瀋陽賽區決賽評委點評階段於「沈阳铁西区工人文化宫剧场」舉行，且在「酷狗直播」同步轉播。
12月6日，成都賽區決賽評委點評階段於「四川师范大学成都学院-演播厅」舉行，且在「酷狗直播」同步轉播。
12月13日，最後一場繁星全國賽區決賽評委點評階段於「酷狗直播线上比赛直播间」舉行。瓷肌•星夢想SING女團偶像大賽於今日畫下句點，而各賽區決賽最後5名優勝的人員名單如下：
| 決賽最終5人名單    |          |          |          |          |          |          |              |              |
| 項次(無關名次順序) | 廣州賽區 | 廣州賽區 | 瀋陽賽區 | 瀋陽賽區 | 成都賽區 | 成都賽區 | 繁星全國賽區 | 繁星全國賽區 |
| 項次(無關名次順序) | 姓名     | 姓名     | 姓名     | 姓名     | 姓名     | 姓名     | 姓名         | 姓名         |
| 1                  | 徐婷婷   | 徐婷婷   | 李一娜   | 李一娜   | 戴鑫     | 戴鑫     | 李曉冰       | 李曉冰       |
| 2                  | 許妙微   | 許妙微   | 倪嘉寶   | 倪嘉寶   | 許海玲   | 許海玲   | 劉欣         | 劉欣         |
| 3                  | 李盼     | 李盼     | 石雲汐   | 石雲汐   | 蔡莎     | 蔡莎     | 歐陽婷婷     | 歐陽婷婷     |
| 4                  | 羅小妹   | 羅小妹   | 王文潔   | 王文潔   | 邊麗     | 邊麗     | 王菊         | 王菊         |
| 5                  | 利莉施   | 利莉施   | 楊欣     | 楊欣     | 賈清媛   | 賈清媛   | 周妍君       | 周妍君       |

### 正式出道

#### 2015年
2月11日，SING女團官方網站成立，並且釋出一張14人照片。 
3月3日到20日，第一期練習生名單分別釋出，分別為齊國娟、邊麗、蔡莎、賈清媛、林津伊、喬曼、許海玲、周妍君、李一娜、賴美雲、龔天穎、陳溫柔、陳麗、王文潔。
3月27日，SING女團大型女子偶像組合成長真人秀節目《偶像來了-SING養成日誌》正式撥出，為第一期練習生訓練、評鑑、淘汰等篩選進入SING女團正式成員的內容。
3月30日，第一期練習生全員影片介紹公開。 
7月23日，SING女團大型女子偶像組合成長真人秀節目《偶像來了-SING養成日誌(第二季)》正式撥出，為第二期練習生訓練、評鑑、淘汰等篩選，與第一期練習生的初次見面。 
8月11日，SING女團正式出道，首張單曲《青春的告白》音源發布。
8月12日到23日，正式成員個人宣傳影片分別公開，依序是蔡莎、賴美雲、林慧、邊麗、秦瑜、林津伊、龔天穎、蔣申、王文潔、陳溫柔。。
10月16日，正式成員王文潔於個人微博宣布回學校讀書而暫時停止近期活動。
10月20日，SING女團官方微博說明成員龔天穎因準備高考而暫時停止近期活動。

#### 2016年
1月10日，SING女團入圍「2015繁星年度盛典」，並且獲得「2015繁星盛典年度先锋新人组合奖」。
3月8日，SING女團官方微博透露成員邊麗已返回學校學習，而3月4日的單曲《Kiss Me》宣傳照亦無邊麗。
3月21日，SING女團參加「廣州新音樂排行榜年度頒獎盛典」，單曲《青春的告白》獲得「2015年度广州新音乐十大金曲排行榜」第七名的殊榮，也獲得「最佳网络直播艺人獎」。
3月29日，SING女團入圍「酷音樂亞洲盛典」，並且獲得「酷音乐流行榜年度最热彩铃獎」。
4月6日，SING女團官方微博將前兩次收集的粉絲名舉辦「粉丝名，粉丝定！」投票活動，並以最高票數者作為SING女團的粉絲名，最終「滿天星」以第一名作為SING女團粉絲名。
4月14日，SING女團宣布將代言3D暗黑MMOARPG网页游戏「主宰西遊」。
7月7日，SING女團首張數位音樂精選合輯《致青春》正式發售。
8月20日，SING女團出道一周年精選實體專輯《加油加油》正式預售，初回限定版限量1000份，專輯收錄出道曲《青春的告白》與《重要的話說三遍》、《戰》等知名歌曲。

#### 2017年
1月27日，SING女團以賀歲曲風格翻唱日本網路單曲《极乐净土》MV發布。
8月10日，SING女團舉辦了「為你而唱、伴我成長」的兩週年生日會，於生日會上先後表演了《青春的告白》、《Bulu Bulu》、《戰》、《極樂淨土》、《123木頭人》，而成員秦瑜、吳瑤及陳麗以一身紅衣打扮表演了《Something》，林津伊、林慧、蔣申及許詩茵則以古風打扮表演了《夜清淺》，時任隊長賴美雲以一身水手服打扮配上貓耳朵及貓手表演了《Butterfly》
12月8日，SING女團官方微博宣布於12月24日舉辦以「半面」為主題的聖誕公演，並且現場演唱全新未發佈的聖誕公演主題曲。
12月14日，「半面」主題聖誕公演主題曲《最亮的光》發佈。
12月24日，SING女团以「半面」为主题举办圣诞公演，以该年改变了SING女团命运的《寄明月》作为开场，之后依次演唱了《如梦令》、《柒月》、 《九张机》、《我的新衣》、《风月》、《重要的话说三遍》、《爱情经纬线》及《造梦王国》，然后各成员也各自准备特别舞台呈现给观众，林慧和蒋申一起演唱了《背对背想念》及《没有明天》，最后双方的接吻更是牵起全场欢呼，许诗茵则自弹自唱了其原创的《白衣少年》，赖美云表演劲歌热舞《禁忌的邊界線》，然后全员演唱了《未完成的素描》、一首送给天下所有母亲的《飞过时间的海》、SING女团早期作品的圣诞歌曲《灵儿想叮当》，在最后一首歌《最亮的光》时，原先暂停活动的成员边丽出现在舞台上一起表演，并且宣布回归SING女团，就此畫下完美的公演句點。
12月27日，SING女團官方微博表示成員林津伊長期身體狀況欠佳，並宣布一個月內不安排任何訓練及通告活動。

#### 2018年
1月4日，SING女團受邀出席英雄聯盟德瑪西亞杯冬季賽活動，並且表演《寄明月》、《如夢令》。
1月8日，《最亮的光》MV正式發佈，並收錄於「半面」主題聖誕公演紀錄影片。
1月15日，CCTV-3綜藝頻道播出了SING女團參與CCTV开门大吉的錄製節目。
1月18日，SING女團出席「中国网络表演（直播）行业高峰论坛暨2017網路直播年度盛典」，演出《寄明月》。
1月30日，SING女團出席「腾讯NOW直播年度之星颁奖盛典」，登場表演《造夢王國》、《寄明月》、《如夢令》，並且獲得「2017年度最佳突破组合奖」的獎項。
2月1日，SING女團出席「2017酷狗直播年度盛典」，演出《寄明月》，並且獲得「最具突破人气组合奖」的獎項。
2月12日，SING女團於CCTV-3錄製的「开门大吉致敬春晚特别节目」播出，表演《雨中即景》
2月15日，SING女團於广东广播电视台錄製的「2018廣東廣播電視台春節晚會」今日播出，節目中演出了《寄明月》、《團團圓圓》和、《Para Para Sakura》。
3月9日，SING女團參加「酷狗直播Hello星主播」第100期的節目，表演了《咖喱咖喱》、《123我爱你》、《團團圓圓》。
3月14日，成員許詩茵發行個人首張原創單曲《白衣少年》，音源於各大音樂平台發佈。
3月21日，SING女團休息成員林津伊於個人微博直播中公開表示自己因為心臟因素沒辦法劇烈運動，無法支撐跳舞練習，因此將無法回歸SING女團。
4月2日，SING女團參與「快樂酷寶3」的MV拍攝影片釋出，其中成員吳瑤參與快樂酷寶3的演出。
4月7日，SING女團官方微博釋出三位成員蔣申、賴美雲、許詩茵的一分半介紹影片，證實了三位成員參加了由騰訊視頻製作的「創造101」，且釋出了其他成員與各明星支持的影片。
4月25日，SING女團官方微博釋出三位成員蔣申、賴美雲、許詩茵於創造101的主題曲各拍。
4月27日，SING女團於「中国中央电视台」錄製的「CCTV黄金100秒」播出，參與活動環節且表演《如夢令》。
4月28日，SING女團官方微博釋出三位成員蔣申、賴美雲、許詩茵於創造101評級表演，表演曲目為《红昭愿》。
5月1日，SING女團參加「酷狗蘑菇·萤火虫动漫音乐嘉年华」，演出《寄明月》、《如夢令》及新曲《傾杯》。
5月5日，SING女團三名成員於創造101進行第一次分組比賽，蔣申與隊友表演《撐腰》、賴美雲與隊友表演《愛你》、許詩茵與隊友表演《全部都是你》，腾讯视频创造101官方微博也釋出表演的影片。26日，SING女團三名成員於創造101進行第二次分組比賽，蔣申與隊友表演《忐忑》、賴美雲與隊友表演《Let Me Love You》、許詩茵與隊友表演《麻煩少女》。6月9日，SING女團兩名成員於創造101進行第三次分組比賽，蔣申與隊友表演原創歌曲《摩天輪的眼淚》、賴美雲與隊友表演原創歌曲《了不起》。
6月16日，除了參加創造101的兩名團員以外，SING女團六名成員於上海東方體育中心參與地下城與勇士DNF十周年派對，並演唱DNF遊戲歌曲《Dream for you》。
6月23日，當日為節目創造101直播總決賽，SING女團成員賴美雲能力展示項目「舞蹈」中表演原唱者Ariana Grande的歌曲《Greedy》，分組競演則是表演原創歌曲《逆風》，賴美雲最後在創造101成功出道，以「火箭少女101」之名進行為期兩年的限定組合活動。而騰訊官方發出聲明，表示周天娛樂明確擁有「火箭少女101」成團後2年內的獨家經紀權，因此賴美雲於「火箭少女101」出道後不能參與SING女團之後的任何演出及作品，直到「火箭少女101」解散為止。
6月26日，成員許詩茵首張個人原創單曲《白衣少年》MV正式發佈。
7月4日，SING女團於「中國中央電視台綜藝頻道」錄製的「最佳时刻—2018世界杯燃情之夜」播出，節目中演出《寄明月》。
7月7日，SING女團參加「贴吧二次元节封神盛典晚会」，表演《寄明月》、《如夢令》及《傾杯》，並且獲得「年度最受关注团体奖」。
7月8日，SING女團參加「云裳羽衣手游线下发布会」，表演《寄明月》及《傾杯》。
7月16日，SING女團參加「酷狗蘑菇·萤火虫动漫音乐嘉年华」，表演《寄明月》及《傾杯》。
7月28日，SING女團於「浙江卫视」錄製的「最优的我们」播出，表演新曲《夜笙歌》。
8月12日，SING女團參加「第二届国际青年大会」，於開幕式中表演《夜笙歌》。，成員秦瑜亦於「第二届国际青年大会」中演講，演講主題為「从电子国风看青年文化与传统文化的融合发展」。
8月18日，SING女團參加「2018粉丝嘉年华」，演出《夜笙歌》。
8月27日，SING女團舉辦「SING女团三周年《樂》主题粉丝见面会」，以《傾杯》作為見面會的開場曲，短暫的自我介紹後進行第二首歌曲《夜笙歌》，之後開始個人表演，林慧以古箏及歌唱表演鄧麗君的《我只在乎你》，吳瑤以吉他自彈自唱房東的貓的《雲煙成雨》，許詩茵以鋼琴自彈自唱創F作歌曲《想她》，蔣申以唱跳表演組曲，分別有李香蘭的《夜來香》、Karen Carpenter的《小冤家》、黄龄的《癢》，陳麗以舞蹈表演組曲，分別有Camila Cabello的《Havana》、Jax Jones的《Instruction》，秦瑜唱跳表演原創歌曲《Up in Stage》，邊麗以舞蹈表演BLACKPINK的《Forever Young》，再由陳麗、秦瑜、邊麗三人熱舞，最後由邊麗表演爵士鼓作為個人表演的結尾，之後全員表演了SING女团三周年主题曲《未來的約定》，隨後賴美雲以神秘嘉賓出現於粉絲見面會，一起和成員聊天及切蛋糕，在這之後表演了與魔道祖师合作的片尾曲《不羨》，在粉絲見面會的尾聲以《寄明月》作為粉絲見面會的最後句點。
9月14日，SING女團三周年主题曲《未來的約定》音源正式於各大音樂平台發佈。

#### 2019年
1月19日，SING女团参加大话西游新年同乐会，并于会上表演《寄明月》。
1月26日，SING女团登上《直通春晚》，带来新版本《如梦令》的表演，但最后仍然无法取得足够的分数，因而不能登上央视除夕春晚。
1月28日，SING女团於CCTV-3錄製的CCTV网络春晚播出，于开场演出。
1月29日，SING女团於湖南卫视錄製的湖南卫视春节联欢晚会播出，与韩雪及钱枫一同表演《年夜饭》，由于成员边丽于录制当天需要到诊，因而缺席录影。
2月3日，SING女团於江西卫视錄製的江西卫视春晚播出，于开场歌舞《欢乐中国年》中表演。
2月4日，SING女团於「中國中央電視台」錄製的2019央视春晚倒计时播出，于会上表演《团团圆圆》。於同日播出的广东广播电视台2019除夕晚会上，SING女团则连唱《如梦令》与《千年》。
2月6日，SING女团的贺年歌曲《团团圆圆》成为了當天舉行的香港贺岁烟花汇演----2019己亥豬年賀歲煙花匯演中第7幕「团团圆圆」的配乐。
8月10日，SING女团发布电子国风专辑《解梦》。这个专辑收录了三首单曲，分别是《解梦》，《少年中国》和《琵琶行》。
10月25日，SING女團以「肆行·京日紀」為主題在北京舉辦四周年粉絲見面會，會上先以《解夢》作為開場，緊接著表演了《千盞》及《花槍》，單曲《花槍》更是首次曝光，這首充滿京劇元素的歌曲令現場粉絲大呼驚喜。隨後，成員們分別帶來了歌曲串燒、歌曲聯唱等種曲風。之後的遊戲環節中，成員們與粉絲親密互動，獲勝粉絲更是獲得由成員們親手畫的葫蘆和手工繡扇。見面會現場，粉絲們也為SING女團錄製了祝福短片共同慶祝出道四周年，成員們感動不已，淚灑舞台。她們表示感謝粉絲們一路以來的陪伴和支持，也會繼續帶來更多好作品，努力加油成為更好的自己。見面會最後，SING女團以一首《陪我到永遠》再次表達對未來的期待和對粉絲的感謝。蔣申代表成員發言，感謝一切相遇和支持，希望能一直陪伴到永遠。
12月8日， SING女团出席腾讯在澳门举办的腾讯音乐娱乐盛典TMEA，她们在现场演出了《解梦》并同时荣获年度国风新势力大奖。

#### 2020年
1月1日，SING女團發行首張電子國風實體專輯《春畫》，限量500份。專輯共收錄15首單曲，分別是《春畫》、《寄明月》、《夜笙歌》、《不羨》、《千盞》、《如夢令》、《傾杯》、《一不小心到古代》、《秋風辭》、《千年》、《洛神賦》、《花槍》、《望月》、《鬧元宵》及《團團圓圓》。
5月29日，由騰訊視頻製作的《炙熱的我們》第一期播出，SING女團選擇了吳亦凡所創作的《大碗寬面》作為競演曲目，並於曲的中間加入了電視劇《楚喬傳》中的插曲《雙面燕洵》前半段。
6月5日，《炙熱的我們》第二期播出，SING女團選擇了由波多黎各歌手路易斯·馮西主唱的西班牙語歌曲《Despacito》作為競演曲目，並邀請了《少年中國》的製作團隊為歌曲重新填詞編曲。
7月23日，《炙熱的我們》第八期直播播出，SING女團獲邀成為返場表演嘉賓。以代表作《寄明月》重新編舞並邀請了《大碗寬面》編曲廖正星重新編曲後演出。
9月27日，SING女團「1828」五週年線上見面會錄播播出。以2020年主打曲《幻變》作為開場，其後成員們依次表演了自己於《1828》專輯內以個人名義發行的單曲，依次為許詩茵《月哉》 、林慧《預測不合》、吳瑤《慣性作用》、秦瑜《迷路》、邊麗《解鎖》、陳麗《無可取代》，最後是蔣申《Miss U》。然後成員們換上純白婚紗，一同合唱了「半面」主題聖誕公演主題曲《最亮的光》。會末，主持人宣佈SING女團將會更換團徽及加入三位新成员鐘穎、林嘉慧及馬雪嬌。最後十人一同合唱《一樣的月光》作為壓軸表演。
12月26日，SING女團舉辦了《聽見繁星》唱享會，此外，兩位成員邊麗、陳麗於會中宣布畢業。

#### 2021年
1月23日，SING女團於「第二届TMEA腾讯音乐娱乐盛典」獲得「2020年度国风音乐人」的獎項。
2月3日，SING女團成員許詩茵發表了個人《叙·時·因》主题系列音乐第三支单曲《记夏》。
2月25日，SING女團發表全新國風單曲《初梦谣》。
4月2日，SING女團官方微博表示於5月1日將舉辦主題為「四季與你」的「2021屆優秀畢業生畢業公演」，參與活動成員為秦瑜、林慧、蔣申、吳瑤、許詩茵與已畢業的成員陳麗及邊麗。
5月1日，SING女團舉辦「2021屆優秀畢業生畢業公演」，主題為「四季與你」，成員秦瑜、林慧、蔣申、吳瑤、許詩茵與已畢業的成員陳麗及邊麗共同演出，當日表演也分為四大章節，分別為「春暖花開」、「生如夏花」、「一葉知秋」、「冬季戀歌」，而序幕的《串燒歌曲》表演了《青春的告白》、《KISS ME》、《柒月》、《大碗寬麵》，「春暖花開」章節表演了《煙雨笑》、《傾杯》、《春畫》、《一不小心到古代》，「生如夏花」章節表演了《千盞》、《聽見夏至》、《雲裳謠》、《快樂循環》，「一葉知秋」章節表演了《秋風辭》、《不羨》、《花槍》、《洛神賦》，「冬季戀歌」章節表演了《未來的約定》、《聖誕願》，最後落幕唱了《最亮的光》、《陪我到永遠》以及安可曲《寄明月》。而除了上次已畢業的2位成員外，其餘5位成員即日起從SING女團畢業，SING女團官方表示成員許詩茵雖為畢業生，但今後會繼續以SING女團成員活動。
5月3日，SING女團官方微博釋出新成員「尹万蕊」的自我介紹影片。
5月6日，SING女團發表全新國風單曲《紅蓮》，也是繼成員變動後首張以五人型式的國風單曲。
8月10日，SING女團發表全新國風單曲《墨影》，參加成員許詩茵 鍾穎 林嘉慧 馬雪嬌 尹萬蕊 。

#### 2023年
10月28日，SING女團官方微博宣布新成員「扇寶」加入。

#### 2025年
4月17日，SING女團官方微博宣布新活動「SING UP直播企劃」，並釋出一張六人剪影圖，其中包含成員許詩茵、馬嬌，以及直播實習生問問、殼殼、錦雨以及錦漓。
4月18日，SING女團官方微博釋出直播實習生「問問」宣傳照。
4月19日，SING女團官方微博釋出直播實習生「殼殼」宣傳照。
4月20日，SING女團官方微博釋出直播實習生「錦雨」、「錦漓」宣傳照。
4月21日，SING女團官方微博釋出成員「馬嬌」宣傳照。
4月22日，SING女團官方微博釋出成員「許詩茵」宣傳照。
4月23日，SING女團官方微博宣布「SING UP直播企劃」於4月24日進行團播首秀。
4月25日，SING女團發表全新單曲《登高》，其中直播實習生問問、殼殼、錦雨和錦漓也參與此單曲。
6月25日，SING女團官方微博釋出新直播實習生「悠米」宣傳照。

## 成員資料
现任成员列表
| 姓名            | 昵称                | 英文名    | 生日                     | 出生地     | 应援色 | 粉絲名 | 應援口號           | 擔當       |
| 许诗茵          | 小V、小U丶V總丶阿華 | Valentina | 1995年2月3日             | 广东汕尾   | 白色   | V仔獸  | 仰望繁星，心许诗茵 | 队长、創作 |
| 宗思雨 / 钟颖   | 钟钟、肥钟          | Beverly   | 1998年11月10日           | 四川成都   | 藏青色 | 百布里 |                    | 主唱       |
| 林悠悠 / 林嘉慧 | 屁屁丶PP            | Coco      | 1999年5月12日            | 江蘇揚州   | 櫻色   | 跟屁虫 | 嘉人绝代，慧凌云开 | 門面、綜藝 |
| 馬嬌 / 马雪 娇  | 娇娇、欧尼          | Meo       | 1995年8月20日（ 27 歲 ） | 四川巴中   | 卡其色 | 雪宝   |                    | 饒舌       |
| 伊萬 / 尹万蕊   | 蕊蕊、蕊子          |           | 1998年9月27日            | 雲南昆明   |        | 银杏果 | 惊鸿丽尹，万千一蕊 | 舞蹈       |
| 扇寶            | SB                  | Shanbao   | 8月3日                   | 元宇宙廣州 | 粉紅色 | 帶扇人 | 關注扇寶，開上超跑 | 直播       |

已離團成员列表
| 姓名   | 昵称                           | 英文名  | 生日           | 出生地   | 应援色   | 粉絲名 | 應援口號           | 離團原因 |
| 蔡莎   | 莎莎                           | SaSa    | 1994年3月4日   | 贵州     |          |        |                    | 學業問題暫停活動 |
| 王文洁 |                                | Candy   | 1994年3月6日   | 湖南     |          |        |                    | 於個人微博宣佈回學校讀書而停止活動 |
| 陈温柔 |                                | Ruby    | 1994年10月1日  | 台湾     |          |        |                    | |
| 龚天颖 | 落落                           | Lorinda | 1997年1月17日  | 河北     |          | 落米   |                    | 因準備高考而停止活動 |
| 林津伊 | 宝儿、怪力寶                   | Magical | 1994年7月3日   | 浙江台州 | 绿色     | 充电宝 |                    | 因為心臟問題宣告退團 |
| 赖美云 | 小七、赖小七、大王             | Sunny   | 1998年7月7日   | 广东深圳 | 橙色     | 小面包 | 以七之名，如云随行 | 2018年6月23日起以「火箭少女101」之名進行為期兩年的限定組合活動。 2020年6月23日，於火箭少女101畢業後，赖美云自行成立赖美云官方工作室。 |
| 边丽   | 边妈、边边、边哥哥             | Jessica | 1995年10月7日  | 四川成都 | 蒂芙尼藍 | 便利贴 | 风月无边，丽影翩翩 | 2020年12月26日畢業 |
| 陈丽   | 潼潼、小性感、麗丽             | Pink    | 1995年11月29日 | 广东广州 | 粉色     | 甜筒   | 月落星陈，丽影佳人 | 2020年12月26日畢業 |
| 秦瑜   | 鱼酱、老秦、巧克力醬           | Sophie  | 1995年2月15日  | 湖南永州 | 红色     | 鱼蛋   | 美好心秦，年年有瑜 | 2021年5月1日畢業 |
| 林慧   | 哈哈、大脸二哈、林哈哈         | Haha    | 1996年10月9日  | 湖南常德 | 黄色     | 哈尼   | 甜美降林，慧心一击 | 2021年5月1日畢業 |
| 蔣申   | 呆比、小呆呆、鴿王             | Debbie  | 1997年8月30日  | 上海     | 蓝色     | 护申符 | 蒋心独具，不负此申 | 2021年5月1日畢業 |
| 吴瑶   | 大瑶、吴大侠、大漂亮、那个女人 | Miko    | 1992年12月12日 | 辽宁大连 | 紫色     | 无花果 | 吴与伦比，想瑶有你 | 2021年5月1日畢業 |

SING女團歷任隊長
| 任期   | 擔任成員 | 上任日期      | 結束日期      | 細節                                           |
| 第一任 | 边丽     | 2015年8月10日 | 2016年4月30日 | 第一次综艺 20150824 勇者大冲关 介绍提到        |
| 第二任 | 蔡莎     | 2016年5月1日  | 2016年8月??日 | 边丽回归学业但直播持续，时任副队长蔡莎接手     |
| 第三任 | 賴美云   | 2016年8月??日 | 2017年10月5日 | 蔡莎因学业问题暂停活动，赖美云接手             |
| 第四任 | 秦瑜     | 2017年10月5日 | 2021年5月1日  | 赖美云因个人因素辞去队长，秦瑜接手             |
| 第五任 | 许诗茵   | 2021年7月31日 | 至今          | 外务活动20210731 骁龙5G先锋电竞嘉年华 介绍提到 |

## 成員變遷表
| 成員   |        |        |        |        |        |        |        |        |        |          |          |          |          |          |          |          |          |
| 成員   | 2015年 | 2015年 | 2016年 | 2016年 | 2016年 | 2016年 | 2016年 | 2017年 | 2018年 | 2018年   | 2018年   | 2020年   | 2020年   | 2020年   | 2021年   | 2023年   | 2024年   |
| 成員   | 8月    | 10月   | 2月    | 3月    | 4月    | 7月    | 8月    | 12月   | 3月    | 6月      | 7月      | 6月      | 9月      | 12月     | 5月      | 10月     | 至今     |
| ------ | ------ | ------ | ------ | ------ | ------ | ------ | ------ | ------ | ------ | -------- | -------- | -------- | -------- | -------- | -------- | -------- | -------- |
| 許詩茵 |        |        |        |        |        |        |        |        |        |          |          |          |          |          |          |          |          |
| 鍾穎   |        |        |        |        |        |        |        |        |        |          |          |          |          |          |          |          |          |
| 林嘉慧 |        |        |        |        |        |        |        |        |        |          |          |          |          |          |          |          |          |
| 馬雪嬌 |        |        |        |        |        |        |        |        |        |          |          |          |          |          |          |          |          |
| 尹万蕊 |        |        |        |        |        |        |        |        |        |          |          |          |          |          |          |          |          |
| 扇寶   |        |        |        |        |        |        |        |        |        |          |          |          |          |          |          |          |          |
| 秦瑜   |        |        |        |        |        |        |        |        |        |          |          |          |          |          |          |          |          |
| 林慧   |        |        |        |        |        |        |        |        |        |          |          |          |          |          |          |          |          |
| 蔣申   |        |        |        |        |        |        |        |        |        |          |          |          |          |          |          |          |          |
| 吳瑤   |        |        |        |        |        |        |        |        |        |          |          |          |          |          |          |          |          |
| 邊麗   |        |        |        |        |        |        |        |        |        |          |          |          |          |          |          |          |          |
| 陳麗   |        |        |        |        |        |        |        |        |        |          |          |          |          |          |          |          |          |
| 賴美雲 |        |        |        |        |        |        |        |        |        |          | [ 註 7 ] | [ 註 7 ] | [ 註 8 ] | [ 註 8 ] | [ 註 8 ] | [ 註 8 ] | [ 註 8 ] |
| 林津伊 |        |        |        |        |        |        |        |        |        | [ 註 9 ] | [ 註 9 ] | [ 註 9 ] | [ 註 9 ] | [ 註 9 ] | [ 註 9 ] | [ 註 9 ] | [ 註 9 ] |
| 蔡莎   |        |        |        |        |        |        |        |        |        |          |          |          |          |          |          |          |          |
| 陳溫柔 |        |        |        |        |        |        |        |        |        |          |          |          |          |          |          |          |          |
| 龔天穎 |        |        |        |        |        |        |        |        |        |          |          |          |          |          |          |          |          |
| 王文潔 |        |        |        |        |        |        |        |        |        |          |          |          |          |          |          |          |          |

## 音樂作品

### 单曲
| 年份 | 曲名                        | 发行日期(中国内地) | 備註 |
| 2015 | 《青春的告白》              | 8月11日            | 出道歌曲 |
| 2015 | 《听见夏至》                | 9月7日             | |
| 2015 | 《Bulu Bulu》               | 11月11日           | |
| 2015 | 《灵儿想叮当》              | 12月16日           | |
| 2016 | 《爱情猎手》                | 1月14日            | 手機遊戲「街頭獵人」主題曲 |
| 2016 | 《恭喜恭喜》                | 2月1日             | |
| 2016 | 《甜蜜具现式》              | 3月3日             | |
| 2016 | 《Kiss Me》                 | 3月4日             | |
| 2016 | 《戰》                      | 3月21日            | SING女團第三期練習生招募主題曲 |
| 2016 | 《偷偷喜欢你》              | 4月6日             | |
| 2016 | 《重要的话说三遍》          | 4月21日            | |
| 2016 | 《不二情书》                | 5月3日             | |
| 2016 | 《飞过时间的海》            | 5月5日             | |
| 2016 | 《繁星》                    | 6月17日            | |
| 2016 | 《柒月》                    | 7月26日            | |
| 2016 | 《加油加油》                | 8月10日            | |
| 2016 | 《音律进化》                | 9月7日             | |
| 2016 | 《造梦王国》                | 9月9日             | 「酷狗動漫音樂節」主題曲 |
| 2016 | 《未完成的素描》            | 10月25日           | |
| 2016 | 《爱情经纬线》              | 11月21日           | |
| 2017 | 《Run For More》            | 5月12日            | 「QQ RUN 歡樂闖關跑」主題宣傳曲 |
| 2017 | 《戰》                      | 7月5日             | 手機遊戲「王者榮耀」同人版 |
| 2017 | 《123木头人》               | 7月27日            | |
| 2017 | 《快乐循环》                | 8月22日            | |
| 2017 | 《冒险时代》                | 9月17日            | 「酷狗校際音超聯賽」主題宣傳曲 |
| 2017 | 《寄明月》                  | 9月26日            | SING女團首個電子國風歌曲 |
| 2017 | 《如梦令》                  | 11月2日            | |
| 2017 | 《Like This》               | 11月15日           | 牛頭牌牛喲果代言曲 |
| 2017 | 《寄明月》-「入骨相思」     | 12月7日            | 為手機遊戲「夢幻西遊」改編的同人曲 |
| 2017 | 《最亮的光》                | 12月14日           | 「半面」聖誕公演主題曲 |
| 2018 | 《團團圓圓》                | 1月24日            | 海外发行日期为2017年12月29日，收录于《SING女团同名专辑》 |
| 2018 | 《傾杯》                    | 4月18日            | 海外发行日期为2017年12月29日，收录于《SING女团同名专辑》 |
| 2018 | 《一不小心到古代》          | 5月18日            | 海外发行日期为2017年12月29日，收录于《SING女团同名专辑》，发行时歌名是《穿越古代的少女》                                                                               |
| 2018 | 《夜笙歌》                  | 7月6日             | 海外发行日期为2017年12月29日，收录于《SING女团同名专辑》 |
| 2018 | 《云裳谣》                  | 7月20日            | 手機遊戲「云裳羽衣」合作曲 |
| 2018 | 《不羨》                    | 8月25日            | 動畫「魔道祖師」片尾曲 |
| 2018 | 《未來的約定》              | 9月14日            | SING女團三周年主題曲 |
| 2018 | 《神谕法则》                | 9月20日            | 手機遊戲「方舟指令」主題曲 |
| 2018 | 《秋风辞》                  | 9月23日            | 海外发行日期为2017年12月29日，收录于《SING女团同名专辑》 |
| 2018 | 《風華葉舞》                | 10月22日           | 手機遊戲「王者荣耀」偶像应援曲 |
| 2018 | 《前塵》                    | 11月5日            | 動畫「貓妖的誘惑」片尾曲 |
| 2018 | 《寄明月》英文版            | 11月17日           | 於海外發行的曲名是《Moonlight Thoughts》 |
| 2018 | 《千年》                    | 11月23日           | 海外发行日期为2017年12月29日，收录于《SING女团同名专辑》 海外发行的版本中有赖美云的部分，但在中國國內发行时赖美云已在火箭少女101，因為合約問題，由边丽代替赖美云的部分 |
| 2018 | 《仙缘再续》                | 11月30日           | 收录于《仙剑·梦圆集》，原曲为《仙剑奇侠传五》游戏插曲 |
| 2018 | 《聖誕願》                  | 12月24日           | |
| 2019 | 《闹元宵》                  | 2月19日            | |
| 2019 | 《传人》                    | 3月4日             | 原唱李玉剛，由詞曲原作者崔恕為女團量身改編 |
| 2019 | 《海的女兒》                | 3月25日            | 動畫《泡泡美人魚》主題曲 |
| 2019 | 《觸電(Dive Into The Sky)》 | 4月19日            | 電池品牌《金霸王》主題曲 |
| 2019 | 《国潮时代》                | 5月4日             | 人民日报新媒体首届“有间国潮馆”主题曲 |
| 2019 | 《洛神赋》                  | 6月13日            | |
| 2019 | 《千盏》                    | 7月10日            | |
| 2019 | 《解梦》                    | 8月10日            | 专辑《解梦》的三首单曲之一 |
| 2019 | 《少年中国》                | 8月10日            | 专辑《解梦》的三首单曲之一 |
| 2019 | 《琵琶行》                  | 8月10日            | 专辑《解梦》的三首单曲之一 |
| 2019 | 《你是我的英雄》            | 9月9日             | 收录于《声在中国》专辑，与韩雪、黄龄及刘彬濠合唱 |
| 2019 | 《望月》                    | 9月10日            | |
| 2019 | 《花槍》                    | 10月26日           | 四周年單曲，首次嘗試加入戲腔唱法 |
| 2019 | 《故宫，你好吗》            | 11月29日           | 《上新了故宫》第二季插曲 |
| 2019 | 《润物无声》                | 12月1日            | 2019全国青少年禁毒防艾主题曲 |
| 2019 | 《春畫》                    | 12月22日           | |
| 2020 | 《吉先锋》                  | 1月18日            | 电影《急先锋》推广曲 |
| 2020 | 《野狼DISCO》国风版         | 1月25日            | 宝石Gem創作、原唱。歌詞由宝石Gem為女團量身改編 |
| 2020 | 《不让你孤独》              | 2月4日             | 抗疫公益歌曲 |
| 2020 | 《煙雨笑》                  | 3月24日            | 加入戲腔唱法 |
| 2020 | 《天下》                    | 4月10日            | 原唱张杰，重新演绎的电子国风版本 |
| 2020 | 《晨曦》                    | 4月23日            | 《地下城与勇士》官方动画《地下城与勇士·逆转之轮》片尾曲 |
| 2020 | 《桃花叹》                  | 5月7日             | |
| 2020 | 《大碗寬面+雙面燕洵》       | 5月29日            | 《炙熱的我們》第一期競演曲目，收錄於 《炙熱的我們》專輯內 |
| 2020 | 《Despacito》国风版         | 6月5日             | 《炙熱的我們》第二期競演曲目，收錄於 《炙熱的我們》專輯內 |
| 2020 | 《快乐崇拜》                | 6月23日            | 腾讯音乐娱乐特别企划「返场」之「华语金曲：10 20 30」系列单曲之一 |
| 2020 | 《心外江湖》                | 7月24日            | 与人气游戏《一梦江湖》的合作单曲，原唱为音阙诗听赵方婧 |
| 2020 | 《幻变》                    | 8月10日            | 2020年度电子国风主打曲 |
| 2020 | 《圈圈暴击》                | 8月20日            | 王者荣耀三分夏日应援曲 |
| 2020 | 《一样的月光》              | 9月17日            | 收錄於 《1828》專輯內，五周年纪念团专团曲暨2020年度中秋曲 |
| 2020 | 《陪我到永遠》              | 9月24日            | 收錄於 《1828》專輯內，《全职高手》动画第二季插曲 |
| 2020 | 《不系舟》                  | 10月3日            | 收錄於颐和园主题国风数字音乐专辑《颐和风华》，颐和园“清晏舫”景点主题曲                                                                                                 |
| 2020 | 《赴约》                    | 12月5日            | 《剑来》广播剧插曲 |
| 2021 | 《初梦谣》                  | 2月25日            | |
| 2021 | 《红莲》                    | 5月6日             | 俠女EP-NO.1 |
| 2021 | 《墨影》                    | 8月10日            | 俠女EP-NO.2 |
| 2021 | 《唐宮少女》                | 8月31日            | |
| 2021 | 《青鋒》                    | 9月15日            | 俠女EP-NO.3(END) |
| 2021 | 《翩翩胡旋》                | 10月5日            | 寄明月改編 |
| 2021 | 《纸飞机》                  | 10月16日           | 星梦偶像计划广播剧OST Vol.1下 |
| 2021 | 《風陵渡口》                | 11月3日            | |
| 2021 | 《點將》                    | 12月10日           | |
| 2022 | 花舞翩跹                    | 1月28日            | 酷狗X和平菁英 |
| 2022 | 爱老虎油                    | 1月29日            | 2022龙腾虎跃大湾区广东卫视春节晚会官方贺岁曲 |
| 2022 | 花間一壺酒                  | 2月23日            | |
| 2022 | 亂花漸欲迷人眼              | 5月24日            | |
| 2022 | 九天揽月                    | 8月10日            | |
| 2022 | 春江花月夜                  | 9月5日             | 中秋序曲 |
| 2023 | 桃花雨                      | 5月20日            | |
| 2023 | 星未央                      | 7月31日            | 《精灵梦叶罗丽》第十季片尾曲 |
| 2023 | 不问别离（柔情版）          | 8月5日             | |
| 2023 | 醉今朝                      | 8月10日            | |
| 2023 | 落一行秋不言愁              | 9月23日            | |
| 2023 | 作酒（女团版）              | 11月30日           | |
| 2023 | 一千零一个愿望（快乐版）    | 12月21日           | |
| 2024 | 饮醉东风                    | 1月9日             | 与歌手梁山山合作演唱 |
| 2024 | 爆竹声声贺新年              | 1月26日            | |
| 2024 | 上春山                      | 2月24日            | |
| 2024 | 可叹                        | 3月5日             | |
| 2024 | 画中游                      | 4月3日             | |
| 2024 | 几阙清歌                    | 4月19日            | |

### 成員個人名義發行單曲
| 年份 | 曲名                     | 发行日期(中国内地) | 成員         | 備註                                         |
| 2017 | 《背对着想念》           | 2月14日            | 林慧、蔣申   |                                              |
| 2018 | 《想带你到霭霭晨光里》   | 1月19日            | 林慧、秦瑜   | 網路劇「龍日一，你死定了」第二季插曲         |
| 2018 | 《白衣少年》             | 3月14日            | 许诗茵       | 電視劇《小女花不棄》片尾曲                   |
| 2018 | 《風花錯》               | 9月10日            | 林慧         | 動態漫畫《帝王側》主題曲                     |
| 2019 | 《Mermaid》              | 1月17日            | 蒋申         |                                              |
| 2019 | 《是你沒錯了》           | 3月14日            | 许诗茵       |                                              |
| 2019 | 《犬愛》                 | 4月29日            | 许诗茵       | 電影《犬愛》宣傳曲                           |
| 2019 | 《萌萌噠》               | 6月18日            | 蔣申         | 與子鳴合作                                   |
| 2019 | 《某一天》               | 7月5日             | 边丽         |                                              |
| 2019 | 《寵物能力歌》           | 10月21日           | 林慧、蔣申   | 動畫電影《寵物聯盟》中文宣傳曲               |
| 2019 | 《等》                   | 11月4日            | 边丽         |                                              |
| 2019 | 《你是我 我是你》        | 11月9日            | 蔣申         | 與許藝娜合作，《明月照我心》網絡劇插曲       |
| 2019 | 《一生天涯》             | 11月12日           | 许诗茵       |                                              |
| 2019 | 《江湖不相見》           | 12月5日            | 蔣申         | 與王子銘合作，架空歷史古裝劇《一夜新娘》插曲 |
| 2020 | 《上海時光》             | 1月10日            | 蒋申         | 酷狗音樂《城歌紀》系列節目，上海站主題曲     |
| 2020 | 《新装》                 | 4月3日             | 许诗茵       |                                              |
| 2020 | 《想她》                 | 5月10日            | 许诗茵       |                                              |
| 2020 | 《如果那一天的雨没有下》 | 5月22日            | 林慧         | 《你成功引起我的注意了》网络剧插曲           |
| 2020 | 《不算孤岛》             | 6月12日            | 蒋申         | 网剧《夏夜知君暖》的插曲                     |
| 2020 | 《一天一点》             | 6月12日            | 许诗茵       | 与王子铭合作，网剧《夏夜知君暖》的插曲       |
| 2020 | 《微光》                 | 6月17日            | 蒋申         |                                              |
| 2020 | 《月下慕思心上人》       | 7月10日            | 林慧         |                                              |
| 2020 | 《Miss U》               | 8月27日            | 蒋申         | 收錄於 《1828》專輯內                        |
| 2020 | 《月哉》                 | 8月27日            | 许诗茵       | 收錄於 《1828》專輯內                        |
| 2020 | 《预测不合》             | 9月3日             | 林慧         | 收錄於 《1828》專輯內                        |
| 2020 | 《迷路》                 | 9月3日             | 秦瑜         | 收錄於 《1828》專輯內                        |
| 2020 | 《解锁》                 | 9月10日            | 边丽         | 收錄於 《1828》專輯內                        |
| 2020 | 《惯性作用》             | 9月10日            | 吴瑶         | 收錄於 《1828》專輯內                        |
| 2020 | 《无可取代》             | 9月10日            | 陈丽         | 收錄於 《1828》專輯內                        |
| 2020 | 《无畏》                 | 9月25日            | 林慧         | 《大玩家疯狂夺宝》少儿综艺主题曲             |
| 2020 | 《春（浣溪沙）》         | 9月29日            | 许诗茵       | 《叙·時·因》——春之曲                         |
| 2020 | 《寄笺三秋》             | 11月23日           | 许诗茵       | 《叙·時·因》——秋之曲                         |
| 2021 | 《记夏》                 | 2月3日             | 许诗茵       | 《叙·時·因》——夏之曲                         |
| 2021 | 《冬昔》                 | 6月23日            | 许诗茵       | 《叙·時·因》——冬之曲                         |
| 2021 | 《祥雲》                 | 7月1日             | 許詩茵       | 興安岭上                                     |
| 2021 | 《因你成詩》             | 8月25日            | 許詩茵       |                                              |
| 2021 | 《一念萬念》             | 9月13日            | 鍾穎         | 《葉問宗師覺醒》-主題曲                      |
| 2022 | 《掌溫》                 | 2月3日             | 許詩茵       |                                              |
| 2022 | 《奴家問》               | 4月23日            | 許詩茵       |                                              |
| 2022 | 《神奇的小镇》           | 5月24日            | 許詩茵       | 《陆丰市金厢镇》-宣传曲                      |
| 2022 | 《惹春意》               | 7月24日            | 林悠悠       | 個人首支單曲                                 |
| 2022 | 《媽媽talk》             | 8月30日            | 馬娇         | 個人首支創作單曲                             |
| 2022 | 《好嗎》                 | 9月20日            | 許詩茵       |                                              |
| 2023 | 《定格》                 | 2月25日            | 宗思雨       | 《那年时光安好》-主題曲                      |
| 2023 | 《月汐》                 | 7月21日            | 許詩茵       |                                              |
| 2023 | 《時間碎片》             | 7月25日            | 許詩茵       | 《明日來訊》-宣傳曲                          |
| 2023 | 《女侠传》               | 9月6日             | 宗思雨、马娇 |                                              |
| 2024 | 《季末的雪》             | 1月16日            | 宗思雨       |                                              |
| 2024 | 《凡因》                 | 3月12日            | 許詩茵       | 网剧《这个反派我不干了》片头曲               |
| 2024 | 《彩虹微微笑》           | 4月23日            | 許詩茵       | 《猪猪侠大电影-星际行动》推广曲              |

### 原版MV或PV
| 年份 | 歌曲名稱                      | 發布日期 | 版本                                                            | 備註                                   |
| 2015 | 《青春的告白》                | 8月24日  | Youtube （页面存档备份，存于）                                  | 出道歌曲                               |
| 2015 | 《听见夏至》                  | 9月30日  | Youtube （页面存档备份，存于）、bilibili （页面存档备份，存于） |                                        |
| 2015 | 《Bulu Bulu》                 | 12月2日  | Youtube、bilibili （页面存档备份，存于）                        |                                        |
| 2015 | 《灵儿想叮当》                | 12月18日 | Youtube （页面存档备份，存于）、bilibili（页面存档备份，存于）  |                                        |
| 2016 | 《爱情猎手》                  | 1月20日  | Youtube、bilibili （页面存档备份，存于）                        |                                        |
| 2016 | 《飞过时间的海》              | 5月6日   | bilibili（页面存档备份，存于）                                  |                                        |
| 2017 | 《背对着想念》                | 3月10日  | Youtube （页面存档备份，存于）、bilibili（页面存档备份，存于）  |                                        |
| 2017 | 《造梦王国》                  | 7月12日  | Youtube （页面存档备份，存于）、bilibili （页面存档备份，存于） |                                        |
| 2017 | 《戰》                        | 7月14日  | bilibili （页面存档备份，存于）                                 |                                        |
| 2017 | 《123木头人》                 | 8月12日  | Youtube （页面存档备份，存于）、bilibili （页面存档备份，存于） |                                        |
| 2017 | 《快乐循环》                  | 9月17日  | Youtube （页面存档备份，存于）、bilibili （页面存档备份，存于） |                                        |
| 2017 | 《寄明月》                    | 10月13日 | Youtube （页面存档备份，存于）、bilibili（页面存档备份，存于）  |                                        |
| 2017 | 《Like This》                 | 11月13日 | Youtube （页面存档备份，存于）、bilibili （页面存档备份，存于） |                                        |
| 2017 | 《如梦令》                    | 11月15日 | Youtube （页面存档备份，存于）、bilibili（页面存档备份，存于）  |                                        |
| 2018 | 《最亮的光》                  | 1月8日   | Youtube （页面存档备份，存于）、bilibili （页面存档备份，存于） |                                        |
| 2018 | 《團團圓圓》                  | 2月15日  | Youtube （页面存档备份，存于）、bilibili （页面存档备份，存于） |                                        |
| 2018 | 《一不小心到古代》            | 6月1日   | bilibili（页面存档备份，存于）                                  |                                        |
| 2018 | 《白衣少年》                  | 6月26日  | bilibili （页面存档备份，存于）                                 | 许诗茵个人单曲                         |
| 2018 | 《夜笙歌》                    | 8月10日  | bilibili（页面存档备份，存于）                                  |                                        |
| 2018 | 《神谕法则》                  | 10月24日 | bilibili （页面存档备份，存于）                                 |                                        |
| 2018 | 《风华叶舞》                  | 11月1日  | bilibili （页面存档备份，存于）                                 |                                        |
| 2018 | 《千年》                      | 12月8日  | bilibili （页面存档备份，存于）                                 |                                        |
| 2018 | 《圣诞愿》                    | 12月29日 | bilibili（页面存档备份，存于）                                  |                                        |
| 2019 | 《Mermaid》                   | 1月17日  | bilibili（页面存档备份，存于）                                  | 蒋申个人单曲                           |
| 2019 | 《是你没错了》                | 3月18日  | bilibili （页面存档备份，存于）                                 | 许诗茵个人单曲                         |
| 2019 | 《触电（Dive Into The Sky）》 | 4月29日  | bilibili （页面存档备份，存于）                                 |                                        |
| 2019 | 《國潮時代》                  | 5月14日  | bilibili （页面存档备份，存于）                                 | 人民日報新媒體首屆「有間國潮館」主題曲 |
| 2019 | 《洛神赋》                    | 6月14日  | bilibili （页面存档备份，存于）                                 |                                        |
| 2019 | 《某一天》                    | 7月9日   | bilibili （页面存档备份，存于）                                 | 边丽个人单曲                           |
| 2019 | 《千盏》                      | 7月24日  | bilibili                                                        |                                        |
| 2019 | 《解梦》                      | 8月22日  | bilibili （页面存档备份，存于）                                 |                                        |
| 2019 | 《望月》                      | 9月11日  | bilibili                                                        |                                        |
| 2019 | 《花枪》                      | 11月15日 | bilibili （页面存档备份，存于）                                 | 歌词版PV                               |
| 2019 | 《花枪》                      | 11月29日 | bilibili（页面存档备份，存于）                                  | 手绘造型版PV                           |
| 2020 | 《烟雨笑》                    | 3月27日  | bilibili                                                        | 歌词版PV                               |
| 2020 | 《天下》                      | 4月10日  | bilibili                                                        | 歌词版PV                               |
| 2020 | 《桃花叹》                    | 5月8日   | bilibili                                                        | 歌词版PV                               |
| 2020 | 《大碗宽面》                  | 5月30日  | bilibili （页面存档备份，存于）                                 |                                        |
| 2020 | 《幻变》                      | 8月26日  | bilibili                                                        |                                        |

### 練習室版、舞蹈版MV
| 年份 | 歌曲名稱                  | 發布日期 | 版本                                                            | 備註         |
| 2015 | 《青春的告白》            | 8月31日  | Youtube、bilibili （页面存档备份，存于）                        | 十人舞蹈版   |
| 2016 | 《柒月》                  | 8月15日  | bilibili （页面存档备份，存于）                                 | 八人練習室版 |
| 2017 | 《Kiss Me》               | 1月13日  | bilibili （页面存档备份，存于）                                 | 七人練習室版 |
| 2017 | 《聽見夏至》              | 1月20日  | bilibili （页面存档备份，存于）                                 | 七人練習室版 |
| 2017 | 《Kiss Me》               | 3月31日  | bilibili （页面存档备份，存于）                                 | 八人練習室版 |
| 2017 | 《造夢王國》              | 4月1日   | Youtube、bilibili（页面存档备份，存于）                         | 八人練習室版 |
| 2017 | 《Bulu Bulu》             | 4月21日  | bilibili（页面存档备份，存于）                                  | 八人練習室版 |
| 2017 | 《Run For More》          | 5月19日  | Youtube、bilibili （页面存档备份，存于）                        | 八人舞蹈版   |
| 2017 | 《123木頭人》             | 8月16日  | Youtube （页面存档备份，存于）、bilibili（页面存档备份，存于）  | 八人舞蹈版   |
| 2017 | 《快樂循環》              | 9月11日  | bilibili （页面存档备份，存于）                                 | 八人舞蹈版   |
| 2017 | 《寄明月》                | 10月9日  | Youtube （页面存档备份，存于）、bilibili （页面存档备份，存于） | 八人練習室版 |
| 2017 | 《寄明月》                | 10月20日 | Youtube（页面存档备份，存于）、bilibili （页面存档备份，存于）  | 七人舞蹈版   |
| 2017 | 《如夢令》                | 11月4日  | Youtube （页面存档备份，存于）、bilibili（页面存档备份，存于）  | 八人舞蹈版   |
| 2017 | 《如夢令》                | 11月11日 | Youtube （页面存档备份，存于）、bilibili （页面存档备份，存于） | 八人練習室版 |
| 2018 | 《戰》                    | 1月18日  | Youtube、bilibili （页面存档备份，存于）                        | 七人練習室版 |
| 2018 | 《團團圓圓》              | 1月26日  | Youtube、bilibili （页面存档备份，存于）                        | 七人練習室版 |
| 2018 | 《傾杯》                  | 4月29日  | Youtube （页面存档备份，存于）、bilibili（页面存档备份，存于）  | 五人練習室版 |
| 2018 | 《夜笙歌》                | 7月22日  | bilibili （页面存档备份，存于）                                 | 八人練習室版 |
| 2018 | 《夜笙歌》                | 8月5日   | bilibili（页面存档备份，存于）                                  | 八人舞蹈版   |
| 2018 | 《云裳谣》                | 7月27日  | bilibili                                                        | 練習室版     |
| 2018 | 《神谕法则》              | 9月26日  | bilibili （页面存档备份，存于）                                 | 練習室版     |
| 2018 | 《风华叶舞》              | 11月2日  | bilibili（页面存档备份，存于）                                  | 舞蹈練習版   |
| 2018 | 《前尘》                  | 11月5日  | bilibili （页面存档备份，存于）                                 | 練習室版     |
| 2018 | 《千年》                  | 11月27日 | bilibili （页面存档备份，存于）                                 | 練習室版     |
| 2018 | 《千年》                  | 12月15日 | bilibili（页面存档备份，存于）                                  | 舞蹈版       |
| 2019 | 《Mermaid》(蒋申个人单曲) | 1月21日  | bilibili （页面存档备份，存于）                                 | 舞蹈版       |
| 2019 | 《千盏》                  | 7月15日  | bilibili （页面存档备份，存于）                                 | 练习室版     |
| 2019 | 《千盏》                  | 7月20日  | bilibili                                                        | 舞蹈版       |
| 2019 | 《解梦》                  | 8月28日  | bilibili （页面存档备份，存于）                                 | 练习室版     |
| 2019 | 《解梦》                  | 9月2日   | bilibili （页面存档备份，存于）                                 | 舞蹈版       |
| 2019 | 《花枪》                  | 11月11日 | bilibili （页面存档备份，存于）                                 | 练习室版     |
| 2020 | 《烟雨笑》                | 4月3日   | bilibili （页面存档备份，存于）                                 | 练习室版     |
| 2020 | 《大碗宽面》              | 5月31日  | bilibili （页面存档备份，存于）                                 | 舞蹈版       |
| 2020 | 《桃花叹》                | 6月2日   | bilibili（页面存档备份，存于）                                  | 练习室版     |
| 2020 | 《Despacito》             | 6月5日   | bilibili （页面存档备份，存于）                                 | 舞蹈版       |
| 2020 | 《心外江湖》              | 7月24日  | bilibili （页面存档备份，存于）                                 | 舞蹈版       |
| 2020 | 新《寄明月》              | 8月7日   | bilibili （页面存档备份，存于）                                 | 舞蹈练习室版 |
| 2020 | 《幻变》                  | 8月14日  | bilibili （页面存档备份，存于）                                 | 舞蹈练习室版 |
| 2020 | 《圈圈暴击》              | 8月20日  | bilibili （页面存档备份，存于）                                 | 练习室版     |

## 影視廣播作品

### 專屬綜藝節目
| 日期                           | 節目名稱                           | 參與成員                           | 集數 | 備註                                                              |
| 2015年3月27日－2015月5月29日   | 偶像来了-S.I.N.G养成日志           | 第一期練習生                       | 10   |                                                                   |
| 2015年7月22日－2015月9月23日   | 偶像来了-S.I.N.G养成日志（第二季） | 第一期及第二期練習生               | 10   |                                                                   |
| 2017年3月10日－2017年4月17日   | 小姐姐我想                         | 賴美雲、蔣申、秦瑜、吳瑤、陳麗     | 3    |                                                                   |
| 2017年9月9日                   | 美食大作战                         | 全員                               | 2    |                                                                   |
| 2017年10月23日－至今           | SING工作日志                       | 全員                               | -    |                                                                   |
| 2018年9月2日－2018年11月8日    | 繁星夜谈会                         | 全員                               | 4    | 成员初印象上集蔣申因為航班延誤缺席                                |
| 2018年9月6日－2018年10月18日   | SING Holiday 巴厘岛特辑            | 全員                               | 7    |                                                                   |
| 2018年9月11日－至今            | SING練習時                         | 全員                               | 12   |                                                                   |
| 2018年10月25日                 | 蒋申带你遊上海                     | 全員                               | 1    |                                                                   |
| 2018年12月14日－2018年12月20日 | SING Holiday 成都特辑              | 全員                               | 2    |                                                                   |
| 2019年1月3日－2019年3月14日    | SING HOME（第一季）                | 全員（第1、2集边丽因皮肤过敏缺席） | 6    | 第5集起加入齊鼓文化練習生第5集：曾藝及歐洋溢、第6集：楊淳及李雨露 |
| 2019年4月4日－至今             | SING课间营业                       | 全員                               | 7    | 第1集許詩茵因宣傳新歌缺席                                         |
| 2020年7月16日 - 8月27日        | 师傅请指教                         | 全员                               | 7    | 第2、3、4期林慧身体不适缺席                                       |

### 電影
| 上映時間      | 劇名           | 參演成員                             |
| 2017年7月20日 | 閃光少女       | 林津伊、林慧、蔣申、秦瑜、許詩茵     |
| 2018年1月26日 | 发个微信去天界 | 林津伊                               |
| 2018年3月18日 | 不良千金       | 赖美云、秦瑜、蒋申、林慧             |
| 2018年8月17日 | 美少女壯士     | 林津伊（女主角）、林慧、蔣申、許詩茵 |

### 電視劇
| 播出時間                     | 播出頻道               | 劇名               | 參演成員                                             |
| 2018年4月3日 - 2018年5月30日 | 廣東廣播電視台少兒頻道 | 《快乐酷宝》第三季 | 陈丽、蒋申、赖美云、林慧、林津伊、秦瑜、吴瑶、许诗茵 |

## 獎項

### TME腾讯由你音乐榜
| 主打歌曲成績            | 主打歌曲成績              | 主打歌曲成績   | 主打歌曲成績 |
| ----------------------- | ------------------------- | -------------- | ------------ |
| 歌曲                    | 历史最高及时间            | 備註           |              |
| 2018年                  |                           |                |              |
| 未來的約定              | 70 第01期（09.16－09.23） |                |              |
| 秋風辭                  | 21 第02期（09.23－09.30） |                |              |
| 不羨                    | 15 第04期（10.07－10.14） |                |              |
| 風華葉舞                | 47 第06期（10.21－10.28） |                |              |
| 前塵                    | 46 第08期（11.04－11.11） |                |              |
| 千年                    | 37 第12期（12.02－12.09） |                |              |
| 2019年                  |                           |                |              |
| Mermaid                 | 64 第01期（01.07－01.13） | 蔣申名義發行   |              |
| 鬧元宵                  | 31 第07期（02.18－02.24） |                |              |
| 傳人                    | 24 第09期（03.04－03.10） |                |              |
| 是你沒錯了              | 26 第11期（03.18－03.24） | 許詩茵名義發行 |              |
| 海的女兒                | 37 第12期（03.25－03.31） |                |              |
| 觸電(Dive Into The Sky) | 32 第16期（04.22－04.28） |                |              |
| 國潮時代                | 47 第18期（05.06－05.12） |                |              |
| 洛神赋                  | 23 第25期（06.24－06.30） |                |              |
| 千盏                    | 40 第29期（07.22－07.28） |                |              |
| 望月                    | 30 第36期（09.09－09.15） |                |              |
| 花枪                    | 32 第43期（10.28－11.03） |                |              |
| 等                      | 75 第44期（11.04－11.10） | 边丽名义发布   |              |
| 一生天涯                | 55 第45期（11.11－11.17） | 许诗茵名义发行 |              |
| 故宫，你好吗            | 60 第48期（12.02－12.08） |                |              |
| 春画                    | 50 第51期（12.23－12.29） |                |              |
| 2020年                  |                           |                |              |
| 上海时光                | 56 第02期（01.13－01.29） | 蒋申名义发行   |              |
| 吉先锋                  | 45 第03期（01.20－01.26） |                |              |
| 野狼Disco(国风版)       | 12 第04期（01.27－02.02） |                |              |
| 烟雨笑                  | 21 第12期（03.23－03.29） |                |              |
| 新装                    | 54 第14期（04.06－04.12） | 许诗茵名义发布 |              |
| 桃花叹                  | 50 第18期（05.04－05.10） |                |              |
| 想她                    | 69 第19期（05.11－05.17） | 许诗茵名义发布 |              |
| 微光                    | 50 第24期（05.11－05.17） | 蒋申名义发布   |              |
| 月下慕思心上人          | 42 第28期（05.11－05.17） | 林慧名义发布   |              |
| 心外江湖                | 71 第31期（08.03－08.09） |                |              |
| 幻变                    | 52 第32期（08.10－08.16） |                |              |

| - 註：《由你音乐榜》 於2018年9月16日開始設立榜單 |

### 大型頒獎禮獎項
| 年份 | 獎項 |
| 2016 | - 2015繁星年度盛典－2015繁星盛典年度先锋新人组合奖                                                                                          |
| 2018 | - 騰訊NOW直播年度之星頒獎盛典－2017年度最佳突破組合獎 - 2017酷狗直播年度音樂盛典－最具突破人氣組合獎 - 百度贴吧二次元节－年度最受關注團體獎 |
| 2019 | - 2019亚洲音乐音乐盛典 - 人气飙升组合奖 - 2019腾讯音乐娱乐盛典－年度国风新势力                                                              |

## 外部連結
| 官方連結 - SING女团官方網站 （页面存档备份，存于） - SING女团的新浪微博 - SING女团的X（前Twitter） - SING女团 - 酷狗音乐 （页面存档备份，存于） | 現任成員個人SNS - 许诗茵的新浪微博 - 宗思雨(钟颖)的新浪微博 - 林悠悠(林嘉慧)的新浪微博 - 马娇(马雪娇)的新浪微博 - 伊万(尹万蕊)的新浪微博 - 扇寶的新浪微博 已離團成員個人SNS - 蔡莎的新浪微博 - 陈温柔的新浪微博 - 龚天颖的新浪微博 - 王文洁的新浪微博 - 林津伊的新浪微博 - 赖美云的新浪微博 - 边丽的新浪微博 - 陈丽的新浪微博 - 蒋申的新浪微博 - 林慧的新浪微博 - 秦瑜的新浪微博 - 吴瑶的新浪微博 |